# Communauté de communes du canton de Percy
La communauté de communes du canton de Percy est une ancienne communauté de communes française, située dans le département de Manche et la région Basse-Normandie.

## Historique
La communauté de communes de Percy est créée le 18 décembre 1993. Elle fusionne le 1er janvier 2014 avec les communautés de communes du Canton de Villedieu-les-Poêles et du canton de Saint-Pois (sauf les communes du Mesnil-Gilbert, de Lingeard, de Saint-Laurent-de-Cuves et de Saint-Michel-de-Montjoie), fusion complétée par l'adhésion des communes du Tanu et de Sainte-Cécile, pour former l'Intercom du bassin de Villedieu.

## Composition
L'intercommunalité fédérait les douze communes du canton de Percy :
- Beslon
- Le Chefresne
- La Colombe
- Le Guislain
- La Haye-Bellefond
- Margueray
- Maupertuis
- Montabot
- Montbray
- Morigny
- Percy
- Villebaudon

## Administration
| Période      | Période       | Identité           | Étiquette | Qualité             |
| ------------ | ------------- | ------------------ | --------- | ------------------- |
| janvier 1994 | janvier 1997  | Michel Loreille    |           | Maire de Percy      |
| janvier 1997 | octobre 1999  | Jean-Louis Dandine |           | Maire de Montabot   |
| octobre 1999 | avril 2008    | Jean Le Maux       | DvD       | Maire de Percy      |
| avril 2008   | décembre 2013 | Marcel Bourdon     |           | Maire de La Colombe |